# Ribeirão do Sul
Ribeirão do Sul là một đô thị ở bang São Paulo của Brasil. Đô thị này nằm ở vĩ độ 22º47'03" độ vĩ nam và kinh độ 49º56'01" độ vĩ tây, trên khu vực có độ cao 479 m. Dân số năm 2004 ước tính là 4.666 người. 
Đô thị này có diện tích 203,356 km².

## Thông tin nhân khẩu
Dữ liệu dân số theo điều tra dân số năm 2000
Tổng dân số: 4.497
- Urbana: 2.859
- Rural: 1.638
- Homens: 2.287
- Mulheres: 2.210

Mật độ dân số (người/km²): 32,92
Tỷ lệ tử vong trẻ sơ sinh dưới 1 tuổi (trên một triệu người): 15,37
Tuổi thọ bình quân (tuổi): 71,49
Tỷ lệ sinh (số trẻ trên mỗi bà mẹ): 2,14
Tỷ lệ biết đọc biết viết: 87,52%
Chỉ số phát triển con người (HDI-M): 0,762
- Chỉ số phát triển con người - Thu nhập: 0,667
- Chỉ số phát triển con người - Tuổi thọ: 0,775
- Chỉ số phát triển con người - Giáo dục: 0,845

(Nguồn: IPEADATA)

### Các xa lộ
- BR-153